# Traveling Wilburys
The Traveling Wilburys fou un supergrup de música integrat per George Harrison, Jeff Lynne, Roy Orbison, Bob Dylan i Tom Petty. Actius entre 1988 i 1991, el grup s'originà a partir d'una trobada entre Lynne i Harrison durant la gravació de l'àlbum Cloud Nine de l'ex beatle (1987). Quan es reuniren els cinc membres, compongueren Handle with care, i decidiren ampliar la col·laboració, com a mínim, fent un disc sencer (Traveling Willburys Vol. 1). El desembre de 1988 mor Roy Orbison i la resta de membres del grup decidí llançar un segon treball que es publicà el 1990 (Travelling Wilburys Vol. 3).

## Membres
A Traveling Wilburys Vol. 1:
- Nelson Wilbury - George Harrison
- Lefty Wilbury - Roy Orbison
- Otis Wilbury - Jeff Lynne
- Charlie T. Wilbury Jr. - Tom Petty
- Lucky Wilbury - Bob Dylan

A Traveling Wilburys Vol. 3:
- Spike Wilbury - George Harrison
- Clayton Wilbury - Jeff Lynne
- Muddy Wilbury - Tom Petty
- Boo Wilbury - Bob Dylan

En la reedició dels discs, Jim Keltner, que en un primer moment no apareixia amb el cognom Wilbury, figura com a "Buster Sidebury". Així mateix, els arranjaments de les cançons "Maxine" i "Like a Ship" acreditats a Ayrton Wilbury corresponen al fill de George Harrison, Dhani.

## Discografia

### Discs d'estudi
- [24/10/1988] Traveling Wilburys Vol. 1 #3 USA, #16 UK
- [29/10/1990] Traveling Wilburys Vol. 3 #11 USA, #14 UK

### Recopilacions
- [12/06/2007] The Traveling Wilburys Collection #1 UK, #1 Australia, #9 USA

### Bootlegs
- Traveling Wilburys Vol. 2 (demos i versions de Vol. 1)
- Traveling Wilburys Vol. 4 (Preses descartades de Vol. 3)

### Singles
- Handle with Care (octubre de 1988) - #21 UK, #45 U.S. (#2 Mainstream Rock), #3 Australia
- Last Night (desembre de 1988) - U.S. (#5 Mainstream Rock)
- End of the Line (febrer de 1989) - #12 Australia, #52 UK, #63 U.S. (#2 Mainstream Rock)
- Heading For The Light (abril de 1989) - U.S. (#7 Mainstream Rock)
- Nobody's Child (juny de 1990) - #44 UK
- She's My Baby (octubre de 1990) - U.S (#2 Mainstream Rock), #45 Australia, #79 UK
- Inside Out (gener de 1991) - U.S (#16 Mainstream Rock)